# Brough of Birsay
Brough of Birsay è un'isola tidale disabitata al largo della costa di Mainland, nell'arcipelago delle Orcadi, in Scozia.

## Geografia e geologia
L'isolotto, posto a nord-ovest di Mainland, è accessibile a piedi durante la bassa marea grazie a un camminamento roccioso rialzato in gran parte naturale. Durante l'alta marea invece è separato dall'isola principale da uno specchio d'acqua largo 240 metri chiamato Sound of Birsay.
Un antico insediamento norreno è stato parzialmente cancellato dall'erosione costiera, e le scogliere sono state rinforzate con delle barriere in cemento per evitare ulteriori danni.

## Storia
Il primo insediamento umano di cui si ha traccia sull'isola risale al V secolo, probabilmente ad opera dei missionari cristiani. Dal VII secolo è presente una fortezza pitta, e durante il IX secolo i Pitti furono rimpiazzati dai Vichinghi.
Il nome dell'isola in norreno era "Byrgisey", che significa "isola fortezza".
I siti archeologici dell'isola sono sotto la tutela dell'Historic Scotland.

## Il faro
L'isola ospita il faro automatico Brough of Birsay Lighthouse.